# Symplecta (Psiloconopa) neomexicana
Symplecta (Psiloconopa) neomexicana is een tweevleugelige uit de familie steltmuggen (Limoniidae). De soort komt voor in het Nearctisch gebied.